# Gerrit Hendrik Kersten
Gerrit Hendrik (Henri) Kersten (Deventer, 6 augustus 1882 – Waarde, 6 september 1948) was een Nederlandse predikant van de Gereformeerde Gemeenten en politicus voor de Staatkundig Gereformeerde Partij (SGP). Deze politieke partij is vooral door zijn toedoen in 1918 tot stand gekomen.

## Jeugd, opleiding en vroege carrière
Als opgroeiende jongen was Henri Kersten reeds bezig met het bestuderen van de Bijbel en de werken van de oudvaders. Om niet in slaap te vallen stak hij zijn voeten in een teiltje water. Hij groeide op onder de dominees van de Gereformeerde Kerken onder het Kruis: G. Maliepaard (1862-1897) en C. Pieneman (1863-1912) die hem hebben gevormd. De laatste predikant beklemtoonde sterk dat er buiten Christus geen zaligheid te zoeken of te vinden is. "Hoe scherper hij alles afsneed, hoe liever ik het had, want ik zeide: alles moet eraan". Reeds op veertienjarige leeftijd kwam hij zo tot geloofszekerheid en al op zestienjarige leeftijd nam hij deel aan het Heilig Avondmaal.
Aan de Haagse Kweekschool studeerde hij voor onderwijzer waarvoor hij in mei 1901 slaagde voor de zogenaamde hulpakte. Als tijdelijk leerkracht aan de Haagse Keucheniusschool stelde hij zich kritisch op tegenover de leer van de veronderstelde wedergeboorte van Abraham Kuyper, die in die tijd in brede kring instemming vond. Kersten benadrukte met klem de noodzaak van een persoonlijke bekering. Het bestuur was daarom van mening dat zijn proeftijd niet moest worden verlengd. Kersten wachtte zijn ontslag niet af en vertrok in januari 1902 zelf.

## Kerkelijk
Na deze korte periode als onderwijzer begon hij zijn ambtelijke loopbaan in de kerkelijke gemeente Meliskerke als oefenaar, dus niet bevoegd tot bediening van sacramenten. In 1905 werd hij predikant in Meliskerke. Daarna in Rotterdam-Centrum (1906-1912), Yerseke (1912-1926) en vanaf 1926 tot zijn overlijden in 1948 nogmaals in Rotterdam-Centrum.
Ds. G.H. Kersten hield zich aan de bevindelijke leer der gereformeerde gemeenten, dat hield in dat hij duidelijk de verloren staat van de mens verkondigde maar daartegenover ook de verkondiging dat er alleen nog redding was in en door Christus, ook was hij altijd duidelijk dat het een eenzijdig Godswerk was en er niks van de mens bij kwam.
Kersten was de drijvende kracht achter de totstandkoming van de Gereformeerde Gemeenten in 1907. Hij zette zich met alle kracht in voor de verdere uitbouw van het kerkelijke leven waaronder de juiste naleving van de Dordtse Kerkorde. Dit ging niet geheel zonder strubbelingen omdat de Ledeboerianen gewend waren vooral op het gevoel beslissingen te nemen. Pas omstreeks 1930 was de strijd om de kerkorde definitief gestreden.
Het kerkelijk blad De Saambinder verscheen voor het eerst in november 1919 onder zijn redactie. Doel van dat kerkelijke blad was de positie van de gereformeerde gemeente te versterken, maar opvallend was het anti-joodse sentiment dat uitgedragen werd in de vervangingstheologie.
Hij was een van de oprichters van de Theologische School van de Gereformeerde Gemeenten. Op 28 juni 1923 ontvouwde Kersten zijn plan voor de stichting van een eigen opleidingsinstituut voor theologische studenten. Een aantal collega's en veel gemeenteleden waren beducht voor 'fabrieksdominees'. In hun ogen zouden door Gods geroepen dienstknechten geen schoolopleiding nodig hebben. Men moest in staat zijn na een korte voorbereiding minimaal een half uur voor de vuist weg een preek te houden, waarmee de roeping zou blijken. De spanning omtrent de oprichting van de theologische school liep zo hoog op dat de voorman bijna besloot om de Gereformeerde Gemeenten te verlaten. Zo ver kwam het echter niet. Op 13 januari 1927 was de oprichting een feit en tot zijn dood is hij docent geweest aan deze school. Het was zijn ideaal het niveau van de school uit te bouwen tot het niveau van de 'Gereformeerde vaderen' in de 16e en 17e eeuw. Kersten was eveneens actief betrokken bij de opbouw van eigen reformatorische scholen.

## Geschriften
Kersten heeft talloze boeken en brochures geschreven van theologische en kerkrechtelijke aard en over politieke kwesties. Zijn bekendste boek is De Gereformeerde Dogmatiek voor de gemeenten toegelicht (1947). In dit handboek wordt de klassiek-gereformeerde geloofsleer uitgelegd en verdedigd. Kersten gebruikte voor dit werk vooral de dogmatische werken van Bavinck, Honig en A. Marck als leidraad, alsmede De tucht in de kerke Christi (1908). Verder verzorgde Kersten ook diverse heruitgaven van theologische werken die hij belangrijk vond om onder de aandacht te brengen zoals het werk van Alexander Comrie, Een beschouwing van het Verbond der Genade. Ook heeft hij in prekenbundels meer dan honderd van zijn kanselredes weergegeven.

## Theologisch debat
Ds. Kersten heeft kritiek geleverd op de theologische opvattingen van de gereformeerde voorman en ARP-leider Abraham Kuyper (1837-1920), maar heeft zich anderzijds "in veel verwant gevoeld met Kuyper". Naast de kritiek op Kuyper en zijn Gereformeerde Kerken polemiseerde Kersten ook met scherpe bewoordingen over het verbond tegen de christelijke gereformeerde ds. Jongeleen en J.J. van der Schuit, en de hervormde theoloog en predikant J.G. Woelderink.

## Politiek
Kersten was medeoprichter van de Staatkundig Gereformeerde Partij in 1918. Van dat jaar tot 1945 was hij politiek leider en eveneens van dat jaar tot 1946 partijvoorzitter. Hij wist de jonge partij in de publiciteit te brengen door in 1921 een nieuwe beweging te starten tegen het "pokkenbriefje", de verplichte vaccinatie van schoolkinderen en hun onderwijzers tegen pokken. Op 9 februari 1922 bood hij koningin Wilhelmina een petitie met 27.059 handtekeningen aan. De regering negeerde het adres, maar de SGP en Kersten waren landelijk op de kaart gezet. Er kwam vanuit zijn eigen kerkverband nog wel kritiek op onder ander van Ds. Fraanje en Ds. Verhagen over de vraag of een predikant zicht daar wel mee bezig behoorde te houden. Ook waren er op dat moment volgens Ds. Kersten zorgelijke ontwikkeling gaande op het gebied van de secularisering en de vrouw gelijk met de man te zijn er staat immers in Gods Woord in 1 Korinthe 11:  Want ook is de man niet geschapen om de vrouw, maar de vrouw om den man.
Van 25 juli 1922 tot 14 september 1945 zat hij als eenmansfractie voor de SGP in de Tweede Kamer. Voorts was hij hoofdredacteur van het partijblad De Banier.
Beroemd is de Nacht van Kersten. Op de avond van 10 november 1925 wist Kersten, een overtuigd anti-rooms-katholiek, een amendement in de Tweede Kamer aangenomen te krijgen dat het gezantschap bij de Heilige Stoel afschafte. Dit leidde tot de val van het kabinet-Colijn I en was daarmee waarschijnlijk de invloedrijkste actie van de kleine SGP in de Nederlandse politieke geschiedenis.
De Duitse bezetting in de Tweede Wereldoorlog was in Kerstens ogen een roede in Gods hand om Nederland te straffen voor de zonde, in verband met onder andere de zondagsontheiliging, vooral omdat prinses Juliana het land op een zondag was ontvlucht. Hij keurde verzet tegen de bezetter af (hetgeen hem zeer kwalijk werd genomen), niet uit pacifistische overwegingen maar vanuit een bepaalde gelatenheid en vrede met de vervolging - zijn houding en handelen tijdens de oorlog zijn later als antisemitisch omschreven. Na de oorlog besloot de Commissie Zuivering Staten-Generaal op grond van zijn gedrag in de oorlog hem niet meer tot de Tweede Kamer toe te laten. Ook kreeg hij een verbod voor de duur van tien jaren om bij een dagbladonderneming te werken als journalist of in een leidende niet-journalistieke functie. Hoewel hij toen dus geen Kamerlid meer was of kon worden koos de SGP hem in 1946 nog wel tot lijsttrekker.

## Laatste levensfase
Kersten legde zich na het verlaten van de Tweede Kamer tot zijn overlijden toe op het schrijven van theologische werken, die in eigen kring nog steeds aanzien hebben en nog vaak op de kansel in de Gereformeerde Gemeenten gelezen worden. Hij wordt wel de voorvader van de Gereformeerde Gemeenten genoemd. 

## Overlijden

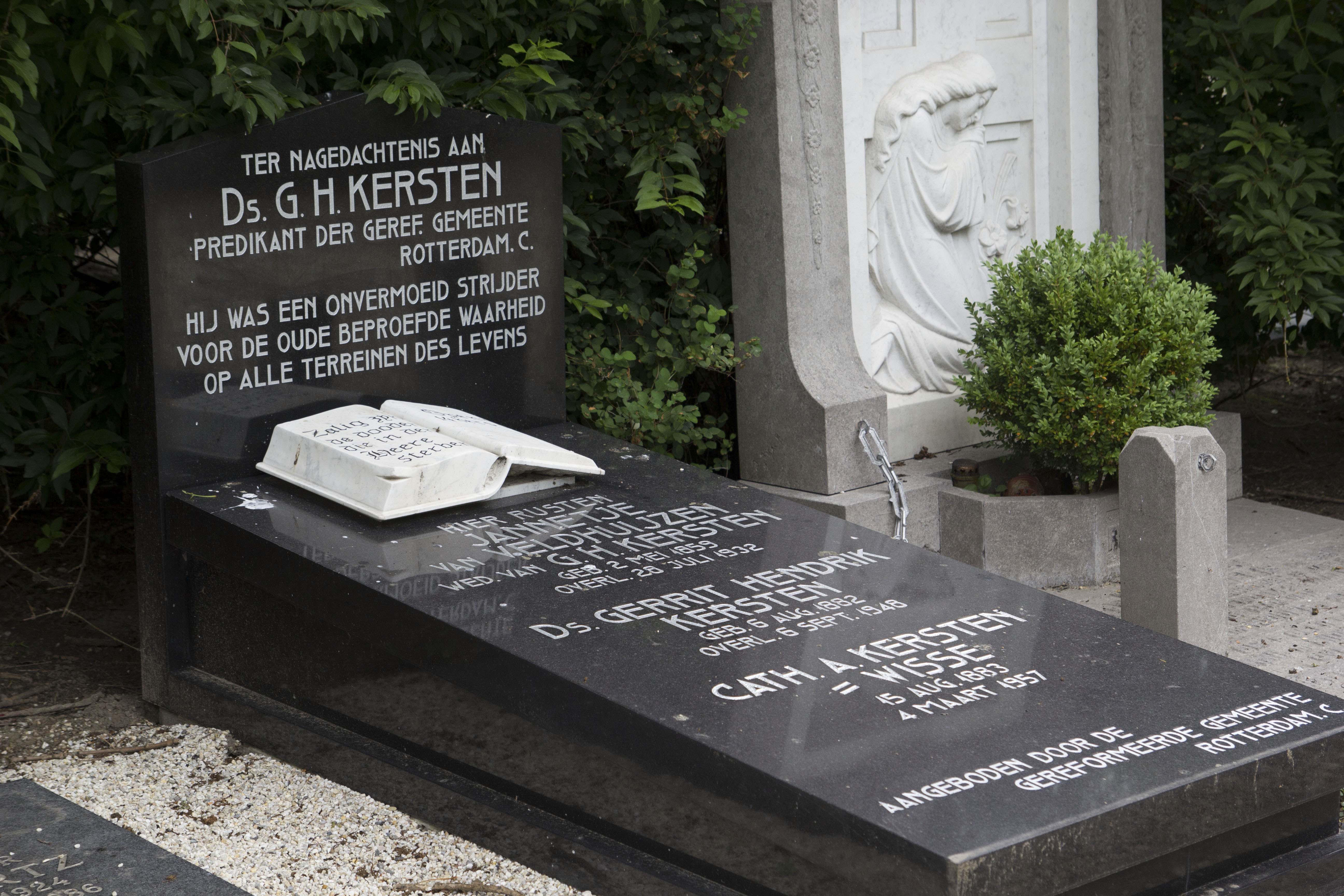
Het graf van Kersten

Kersten overleed op 6 september 1948 na een hartaanval en werd op de begraafplaats Crooswijk te Rotterdam begraven. Bij zijn begrafenis waren naar schatting vijfduizend mensen aanwezig.

## Onderscheiding
- Ridder in de Orde van de Nederlandse Leeuw (28 augustus 1931)

## Publicaties (selectie)
- Meer dan overwinnaars — 40 overdenkingen over geloofshelden die genoemd worden in Hebreeën 11
- De nachtgezichten van Zacharia — over de visioenen van de profeet Zacharia
- Een getrouw woord — 60 religieuze overdenkingen voor het dagelijks leven
- In het voetspoor der vaderen — over liturgie, kerkrecht en kerkorde in het licht van de Bijbel[6]
- Bedroefden om der bijeenkomst wil — de Gereformeerde Gemeenten en hun voorgeschiedenis vanaf de Afscheiding van 1834 tot 1946
- Het handschrift uitgewist — bundel met 39 preken
- De gelovige verwachting — bundel met 36 preken; vervolg op Het handschrift uitgewist
- De gereformeerde dogmatiek voor de gemeenten toegelicht (1947) — uiteenzetting over de bevindelijk gereformeerde leer (twee delen)
- De Heidelbergse catechismus (1946) — 52 preken over de Heidelbergse Catechismus
- Korte lessen over Kort Begrip : voor catechisanten (1941) — uitleg bij het Kort Begrip dat de Heidelbergse Catechismus samenvat
- Ziet uw Koning zal komen — overdenkingen voor elke dag en voor feestdagen
- Als een enig man! (1939) (Digitale versie)
- Enkele parlementaire redevoeringen (1924) (Digitale versie)